# Stephanie Romanov
Stephanie Romanov (Las Vegas, 24 januari 1969) is een Amerikaans fotomodel en actrice. Ze werkte vanaf haar vijftiende voor Elite Model, poseerde voor onder meer Elle, Vanity Fair en Vogue en speelde onder andere de verdorven advocate Lilah Morgan in 36 afleveringen van de fantasyserie Angel. Romanov beleefde haar acteerdebuut in 1994 als Teri Spencer in de dramaserie Melrose Place. Haar filmdebuut maakte ze in 1996 met een klein rolletje in Spy Hard. Romanov speelde haar eerste hoofdrol in een film in de sciencefiction-/thriller Menno's Mind (1997).

## Privé
Romanov trouwde op 26 december 2001 met filmproducent Nick Wechsler. Ze beviel op 1 juni 2005 van hun eerste kind, dochter Lily Andreja Romanov-Wechsler.

## Filmografie
*Exclusief televisiefilms
- Slumber Party Slaughter (2012)
- Last Night (2010)
- Tricks (2004)
- The Final Cut (2004)
- It Is What It Is (2001)
- Thirteen Days (2000)
- Sunset Strip (2000)
- Dark Spiral -(1999)
- Cadillac (1997)
- Menno's Mind (1996)
- Spy Hard (1996)

## Televisieseries
*Exclusief eenmalige gastrollen
- Angel - Lilah Morgan (2000-2003, 35 afleveringen)
- Seven Days - Svetlana Vukavitch (1999-2001, twee afleveringen)
- Hotel Alexandria (1999, zes afl.) (miniserie)
- The Closer - Connie Stanza (1998, twee afleveringen)
- Homicide: Life on the Street - Anne Kennedy (1995, twee afleveringen)
- Models Inc. - 7x Teri Spencer, 22x Monique Duran (1994-1995)
- Melrose Place - Teri Spencer (1994, twee afleveringen)

- Library of Congress Control Number: no2008172304
- Virtual International Authority File: 2298046
- WorldCat: E39PBJw4H7k3qBwBCY6Dg8Rh73